# Ouidah IV
Ouidah IV ist ein Arrondissement im Departement Atlantique in Benin. Es ist eine Verwaltungseinheit, die der Gerichtsbarkeit der Kommune Ouidah untersteht und selbst ein Teil Ouidahs ist. Gemäß der Volkszählung von 2013 hatte Ouidah IV 9475 Einwohner, davon waren 4514 männlich und 4961 weiblich.

## Geographie
Als Teil der Stadt Ouidah liegt das Arrondissement im Süden des Landes, ungefähr auf halber Strecke zwischen Cotonou und der Staatsgrenze zu Togo.
Ouidah IV setzt sich aus acht Stadtteilen bzw. Quartieren zusammen:
1. Docomey
2. Tovè Zobèto
3. Tovè Kpassèzounto
4. Vassèho
5. Wagniho
6. Womey
7. Houessouvo